# Petitvoir
Petitvoir (en wallon P’tit-Vwar) est un village de Belgique situé en Région wallonne dans la province de Luxembourg.
Il fait partie de l'ancienne commune de Tournay qui est depuis 1977 une section de la ville de Neufchâteau.

## Situation
Petitvoir est traversé d'ouest en est par la route nationale 845 entre les localités de Biourge et de Neufchâteau. Il avoisine aussi les villages de Grandvoir, Warmifontaine et Tournay. Le village est arrosé par le ruisseau de Grandvoir appelé localement ruisseau de La Rosière, un affluent de la Vierre. Plusieurs groupes de petits étangs se trouvent à proximité du cours d'eau.

## Patrimoine
- L'église Sainte-Thérèse de l'Enfant-Jésus
- La chapelle dédiée à Saint Donat a été bâtie en 1928-1929 dans un plan cruciforme en pierre de schiste[2]. Elle possède un œil-de-bœuf au-dessus du portail d'entrée.

## Activités
Petitvoir possède une école communale. Les nouveaux bâtiments scolaires ont été inaugurés le 25 avril 2014.
L'école avoisine la salle des fêtes Aux Joyeux Lurons.
Les terrains de football du club local, l'Entente Sportive Petitvoir-Tournay se trouvent au nord du village, le long de la route menant à
Grandvoir.